# Antiphatész
Antiphatész öt görög mitológiai alak neve.
1. Antiphatész: az Odüsszeiában bukkan fel. Amikor Odüsszeusz három előre küldött embere eljut a laisztrügónok szigetére, találkoznak Antiphatésszal, aki az egyiküket felfalja.
2. Antiphatész, trójai harcos, az ostrom közben Leontiosz megöli.
3. Antiphatész, Melamposz és Iphianeira fia. Zeuxippét vette feleségül, Hippokoón leányát, gyermekeik Oeklész és Amphalkész voltak.
4. Antiphatész, a trójai falóban elrejtőzött görög harcosok egyike.
5. Antiphatész, Szarpédón fia. Elkísérte Aineiaszt Itáliába, ahol Turnus megölte.